# Frank Schoeman
Frank Schoeman (Cidade do Cabo, 30 de julho de 1975) é um ex-futebolista profissional sul-africano que atuava como defensor.

## Carreira
Frank Schoeman representou o elenco da Seleção Sul-Africana de Futebol no Campeonato Africano das Nações de 2000 e 2002.

## Títulos

### África do Sul
- Copa das Nações Africanas 2000: 3º Lugar